# 日本映画学校 (戦前)
日本映画学校（にほんえいががっこう）は、1943年 - 1945年に、東京都渋谷区代々木山谷町（現・代々木）に存在した国策の私立学校である。
今村昌平が中心となり創立した日本映画学校（現在の日本映画大学）とは無関係である。

## 歴史
大日本映画協会が、日本映画撮影技術者養成所を包含する形で設立し、国策映画の俳優や旧軍報道班員の養成、映画法により登録制となった映画人の認定を得るための予備校的な学校であった。
敗戦により2期生までしかいない。

## 組織
山川建が初代校長、城戸四郎が2代目の校長を務めた。
撮影科と演技科が置かれた。
生徒は、一般公募や各映画会社からの聴講生など。

## 著名な卒業生
- 川頭義郎
- 川又昻
- 菅原謙二
- 浜田百合子
- 高橋貞二
- 中北千枝子
- 四元百百生
- 鈴木美智子